# Raman Ramanau
Raman Sjarhejewitsch Ramanau (belarussisch Раман Сяргеевіч Раманаў, russisch Роман Сергеевич Романов; * 3. Juli 1994 in Masyr) ist ein belarussischer Radsportler, der Rennen auf Bahn und Straße bestreitet.

## Sportliche Laufbahn
Raman Ramanau kam zum Radsport, weil ein Radsporttrainer bei ihm in die Nachbarschaft zog. Er sah, wie dieser Fahrräder transportierte, half ihm tragen und wollte schließlich selbst fahren.
2013 errang Ramanau bei den U23-Europameisterschaften die Bronzemedaille im Punktefahren, im Jahr darauf eine weitere im Scratch. 2015 wurde er U23-Europameister im Punktefahren und errang gemeinsam mit Raman Zischkou, Jauhen Karaljok und Michail Schemetau die Bronzemedaille in der Mannschaftsverfolgung. Bei den Elite-Europameisterschaften 2016 gewann er Bronze im Punktefahren. Mit der Goldmedaille im Scratch beim zweiten Lauf des Bahnrad-Weltcups 2016/17 in Apeldoorn errang er im November 2016 den bis dahin größten Erfolg seiner sportlichen Karriere. 2017 wurde er zweifacher nationaler Meister, im Zweier-Mannschaftsfahren (mit Anton Musytschkin) und in der  Mannschaftsverfolgung (mit Mutsychkin, Jauheni Achramenka und Raman Zischkou). In den folgenden Jahren belegte er bei nationalen Meisterschaften nur Podiumsplätze, bis er 2021 belarussischer Meister im Punktefahren wurde.

## Erfolge
2013
- U23-Europameisterschaft – Punktefahren

2014
- U23-Europameisterschaft – Scratch
- Belarussischer Meister – Mannschaftsverfolgung (mit Aleh Ahiyevich, Hardzei Tsishchanka, Raman Zischkou und Michail Schemetau)

2015
- Europameister (U23) – Punktefahren
- Europameisterschaft (U23) – Mannschaftsverfolgung (mit Raman Zischkou, Jauhen Karaljok und Michail Schemetau)

2016
- Bahnrad-Weltcup in Apeldoorn – Scratch
- Europameisterschaft – Punktefahren

2017
- Belarussischer Meister – Zweier-Mannschaftsfahren (mit Anton Musytschkin), Mannschaftsverfolgung (mit Anton Musytschkin, Jauheni Achramenka und Raman Zischkou)

2021
- Belarussischer Meister – Punktefahren